# Emil Hjörvar Petersen

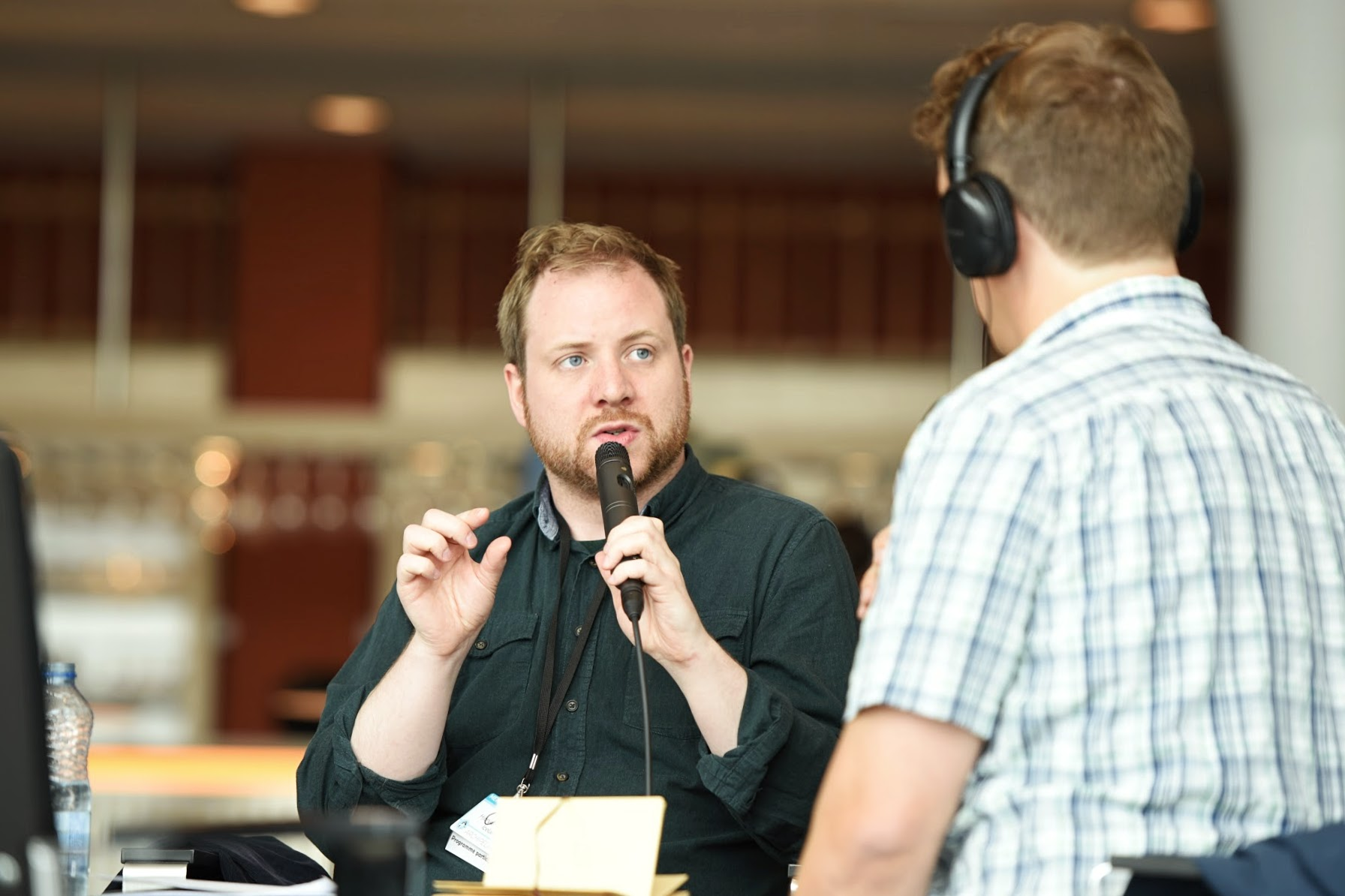
Emil Hjörvar Petersen intervjuad på Archipelacon i Mariehamn 2015.

Emil Hjörvar Petersen, född 1984, är en isländsk poet och fantasyförfattare. Med trilogin Saga eftirlifenda, publicerad mellan 2010 och 2014, blev han en föregångare inom den isländska fantasylitteraturen. Han studerade och var länge bosatt i Lund i Sverige, innan han flyttade till Kópavogur. 